# Trichomyia sulbaianensis
Trichomyia sulbaianensis är en tvåvingeart som beskrevs av Freddy Bravo 2002. Trichomyia sulbaianensis ingår i släktet Trichomyia och familjen fjärilsmyggor. Inga underarter finns listade i Catalogue of Life.